# Nesampelos
Nesampelos là một chi thực vật có hoa trong họ Cúc (Asteraceae).

## Loài
Chi Nesampelos gồm các loài: